# Thiago López
Thiago José López (Buenos Aires, Argentina; 14 de julio de 2004) es un futbolista argentino que juega como delantero extremo en el Club Almagro de la Primera Nacional de Argentina.

## Inicios
Se formó en las divisiones inferiores de Vélez Sarsfield desde los 10 años, desarrollando su carrera en el club durante una década. En el año 2022 logró consagrarse campeón con su categoría.

## Almagro
Luego de finalizar su etapa formativa en Vélez Sarsfield, quedó en condición de libre. Durante los meses siguientes, realizó pruebas en Club Almagro, donde participó en varios encuentros amistosos frente a equipos de la Primera B Metropolitana. Su rendimiento destacado en dichos partidos llevó al cuerpo técnico a tomar la decisión de incorporarlo oficialmente al plantel profesional en 2025.